# Wiktoria Filus
Wiktoria Filus z domu Stachowicz (ur. 10 września 1994 w Krakowie) – polska aktorka i modelka.

## Życiorys
Urodziła się 10 września 1994 r. w Krakowie. W 2020 r. ukończyła studia na Wydziale Aktorskim Państwowej Wyższej Szkoły Filmowej, Telewizyjnej i Teatralnej im. Leona Schillera w Łodzi. Jest także modelką.

## Filmografia
| Rok  | Tytuł                   | Rola                         | Uwagi     |
| ---- | ----------------------- | ---------------------------- | --------- |
| 2017 | Reakcja łańcuchowa      | Asia Raźniak                 |           |
| 2017 | Belfer                  | preperska „Pinezka”          | odc. 6, 7 |
| 2019 | Nic nie ginie           | Maja                         |           |
| 2019 | Rodzinka.pl             | dziewczyna                   | odc. 275  |
| 2020 | Sala samobójców. Hejter | wolontariuszka               |           |
| 2020 | W głębi lasu            | Laura Goldsztajn w roku 1994 |           |
| 2020 | Sweat                   | Zosia                        |           |
| 2020 | Usta usta               | Sara Eichental, żona Adama   |           |
| 2021 | Bo we mnie jest seks    | sekretarka Nina              |           |
| 2022 | Brokat                  | Pola                         |           |
| 2022 | Słoń                    | Daria                        |           |
| 2023 | Cały ten seks           | Amelia                       |           |
| 2024 | Szadź 4                 | dilerka                      |           |
| 2024 | Sezony                  | aktorka Ewa                  |           |